# Милославці
Милосла́вці (болг. Милославци) — село в Перницькій області Болгарії. Входить до складу общини Трин.

## Населення
За даними перепису населення 2011 року у селі проживали 27 осіб, з них 25 осіб (96,2%) — болгари.
Розподіл населення за віком у 2011 році:
Динаміка населення: